# Lune de miel au Brésil
Pour plus de détails, voir Fiche technique et Distribution.

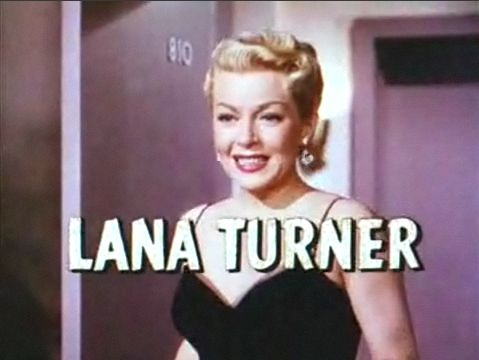
Lana Turner

Lune de miel au Brésil (titre original : Latin Lovers) est un film musical américain réalisé par Mervyn LeRoy, sorti en 1953.

## Synopsis
Nora Taylor, milliardaire américaine, veut être aimée pour ce qu’elle est et non pour son argent. Elle fuit son fiancé Paul Chevron, le soupçonnant de s’intéresser plus à la fusion de leurs deux fortunes, et part pour le Brésil. Elle y rencontre Roberto Santos, un petit planteur qui semble ne pas s’émouvoir de sa fortune.

## Fiche technique
- Titre : Lune de miel au Brésil
- Titre original : Latin Lovers
- Réalisation : Mervyn LeRoy
- Scénario : Isobel Lennart
- Production : Joe Pasternak
- Société de production : Metro-Goldwyn-Mayer
- Direction musicale : George E. Stoll
- Musique : Nicholas Brodszky
- Photographie : Joseph Ruttenberg
- Montage : John McSweeney Jr.
- Direction artistique : Cedric Gibbons et Gabriel Scognamillo
- Décors : Jacques Mapes et Edwin B. Willis
- Costumes : Herschel McCoy (hommes) et Helen Rose (femmes)
- Effets spéciaux : A. Arnold Gillespie et Warren Newcombe
- Pays d'origine : États-Unis
- Langue : anglais
- Format : Couleur (Technicolor) - Son : Mono (Western Electric Sound System)
- Genre : Comédie romantique
- Durée : 104 minutes
- Date de sortie :
  - États-Unis : 12 août 1953 New York

## Distribution
- Lana Turner (vf : Jacqueline Porel) : Nora Taylor
- Ricardo Montalban : Roberto Santos
- John Lund : Paul Chevron
- Louis Calhern : Grand-père Eduardo Santos
- Jean Hagen : Anne Kellwood
- Eduard Franz : Dr. Lionel Y. Newman
- Beulah Bondi : L'analyste
- Joaquin Garay : Zeca
- Archer MacDonald : Howard G. Hubbell
- Dorothy Neumann : Mme Newman
- Robert Burton : M. Cumberly
- Rita Moreno : Christina
- Pat Flaherty (non crédité) : Jim Webson, joueur de polo